# ヤコブ・イングヴァソン
ヤコブ・イングヴァソン（Jakob Yngvason, 1945年11月23日 - ）は、アイスランド出身のオーストリアの物理学者である。ウィーン大学の数学物理学の名誉教授である。量子場理論、熱力学、多体系の量子論、特に冷却原子気体やボース・アインシュタイン凝縮に関する重要な貢献をしている。エリオット・H・リーブ、ジャン・フィリップ・ソロベイ、ロバート・セイリンガーと共著で、ボース気体に関する専門書を執筆している。

## 略歴
1964年にレイキャビクで高校を卒業した後、ゲッティンゲン大学で物理学を学び、1969年に物理学のディプロマを取得し、1973年にHans-Jürgen Borchersの指導のもとで博士号（dr.rer.nat）を取得した。1973年から1978年までゲッティンゲン大学の助教授、1978年から1985年までアイスランド科学研究所の研究員、1985年から1996年までアイスランド大学の理論物理学教授を務めた。1996年にウィーン大学の数学物理学教授に就任し、2014年10月からは同大学の名誉教授となっている。1998年から2003年まではウィーンのエルヴィン・シュレーディンガー数理物理学研究所（ESI）の所長を務め、2004年から2011年までは同研究所の科学責任者を務めた。2000年から2005年までは国際数理物理学会（IAMP）の副会長を務め、2006年から2010年まではReviews in Mathematical Physicsの編集長を務めた。アイスランド科学協会の会員であり、ゲッティンゲン科学アカデミーとコペンハーゲンのデンマーク王立科学アカデミーの対応会員である。
熱力学に関する理論的な研究により、リーブとともに2002年にアメリカ数学会のLevi L. Conant Prizeを受賞した。2004年にはオーストリア科学アカデミーのErwin Schrödinger Prizeを受賞した。

## 日本との関係
イングヴァソンは、日本の数理物理学の発展に貢献しており、日本の研究者と多くの共同研究を行っている。特に、高エネルギー加速器研究機構（KEK）の筒井敏夫教授とは、熱力学の第二法則に関する論文を共著している。また、京都大学や東京大学などの大学で講演を行ったこともある。

## 私生活
イングヴァソンは、アイスランド大学の辞書編纂学の教授であるグズルーン・クヴァランと結婚しており、2人の子供がいる。